# Fredrik Glader
Carl Fredrik Erik Glader, född 8 juli 1977 är en svensk ishockeytränare och före detta ishockeyspelare, som tidigare varit tränare för Tingsryd och även Sportchef för MoDo i Hockeyallsvenskan. Nu är han tränare för Narvik Arctic Eagles i EHL. 

## Spelarkarriär
Glader har spelat i Division 2 och 3 med Vilhelmina IK, Nässjö HC och Malmbergets AIF. Han har även spelat en säsong i Norska andraligan med Rosenborg IHK.

## Tränarkarriär
Under två säsonger, 2013-2014 var Glader tränare för Kalix UHC i Division 1.
Från 2014 till 2015 var Glader huvudtränare för Munksund-Skuthamns SK i SDHL. När det inför säsongen 2015/2016 togs över av Luleå HF följde Glader med och är fortsatt huvudtränare för laget. Med Luleå HF har Glader tagit två SM-Guld, 2016 och 2018.
Den 5 september 2018 presenterades Glader som ny förbundskapten för det danska damlandslaget.